# Wickrath-West
Wickrath-West ist ein Stadtteil im Westen der kreisfreien Stadt Mönchengladbach in Nordrhein-Westfalen. Seit der Neugliederung der Mönchengladbacher Stadtbezirke am 22. Oktober 2009 ist Wickrath-West dem Stadtbezirk West zugeordnet.
Der Stadtteil Wickrath-West-Land umfasst sieben Ortschaften bzw. Honschaften, die postalisch zu Wickrath-West gehören:
Beckrath, Am Chur, Buchholz, Buchholzer Mühle, Herrath, Herrather Linde, Wickrathhahn